# Domínio de Nishio
Domínio de Nishio (西尾藩, Nishio-han) foi um Han do Período Edo da História do Japão , localizado na antiga Província de Mikawa, na atual cidade de Nishio, em Aichi. O Domínio era dirigido a partir do Castelo de Nishio .

## História
Quando Tokugawa Ieyasu deixou de ser refém do Clã Imagawa em 1561, se estabeleceu Castelo de Nishio , e atribuindo a seu vassalo Sakai Masachika que se tornou seu primeiro castelão. Era um sinal de confiança de Ieyasu . 
Após a Batalha de Sekigahara , o Clã Sakai foi transferido para um han mais rentável no oeste do Japão, e foi substituído por um ramo do Clã Honda como primeiros governantes do Nishio-han. O domínio mudou de mãos, a quase toda geração, revertendo em vários períodos para tenryō (sob o controle direto do xogunato Tokugawa) .  
O Clã Doi dirigiu o han por quase 100 anos (1663-1747), e o Ramo Ogyu do Clã Matsudaira de 1764 até a Restauração Meiji em 1867. Seu último Daimyō, Matsudaira Noritsune, participou da Segunda expedição Chōshū, e foi designado para guarda de Osaka e Kyoto , mas o domínio estava profundamente dividido entre facções pró e anti-shogunal. Ele se rendeu ao novo Governo Meiji durante a Guerra Boshin, após a deserção de muitos samurais para o lado pró-imperial .
O Domínio de Nishio não se localizava num único território contíguo, mas consistia de numerosas aldeias dispersas :
- na Província de Mikawa: 112 aldeias em Hazu , 19 aldeias no Kamo, 7 aldeias Nukata , 4 aldeias em Hoi , uma aldeia em Hekikai.
- na Província de Suruga: 8 aldeias em Kito, 2 aldeias em Haibara , 1 aldeia em Fuji , 1 aldeia em Sunto
- na Província de Echizen : 27 aldeias em Nyu , 7 aldeias em Nanjo, Fukui , 3 aldeias em Sakai

## Lista de Daimyō
- Clã Honda (fudai) 1601–1617

1. Honda Yasutoshi (本多 康俊)- 1601–1617 -- 20,000 koku, 2º filho de Sakai Tadatsugu

- Clã Matsudaira (Ogyū) (fudai) 1617 –transferido para o Domínio de Kameyama (1621)

1. Matsudaira Narishige (松平 成重) - 1617–1621 -- 20,000 koku

- Clã Honda (fudai) 1621– transferido para o Domínio de Kameyama (1636)

1. Honda Toshitsugu (本多 俊次) - 1621–1636 -- 35,000 koku, filho de Honda Yasutoshi

- Clã Ōta (fudai) transferido do Domínio de Yamakawa (1638) – transferido para o Domínio de Hamamatsu (1644)

1. Ōta Sukemune (太田 資宗) - 1638–1644 --  15,000 – 35,000 koku, 2º filho de Ōta Shigemasa

- Clã Ii (fudai) transferido do Domínio de Anaka (1645) – transferido para o Domínio de Kakegawa (1659)

1. Ii Naoyoshi (井伊 直好) - 1645–1659 -- 35,000 koku, filho de Ii Naokatsu

- Clã Mashiyama (fudai) (1659) – transferido para o Domínio de Shimodate (1663)

1. Mashiyama Masatoshi (増山 正利) - 1659–1662 -- 20,000 koku, filho de Aoki Toshinaga
2. Mashiyama Masamitsu (増山 正弥) - 1662–1663 -- 20,000 koku, filho de Nasu Tsukemutsu

- Clã Doi (fudai) (1663) – transferido para o Domínio de Kariya (1747)

1. Doi Toshinaga (土井 利長) - 1663–1681 -- 23,000 koku, 2º filho de Doi Toshikatsu
2. Doi Toshimoto (土井 利意) - 1681–1724 -- 23,000 koku, 7º filho de Inaba Masanori
3. Doi Toshitsune (土井 利庸) - 1724–1734 -- 23,000 koku, adotado do Clã Miura
4. Doi Toshinobu (土井 利信) - 1734–1747 -- 23,000 koku, filho de Toshinaga

- Clã Miura (fudai) transferido do Domínio de Kariya (1747) - transferido para o Domínio de Katsuyama(1764)

1. Miura Yoshisato (三浦 義理) - 1747–1756 -- 23,000 koku filho de Akihiro
2. Miura Akitsugu (三浦 明次) - 1756–1764 --  23,000 koku, 3º  filho de' 'Akitaka

- Clã Matsudaira (Ogyū) (fudai)  transferido do Domínio de Yamagata (1764)- abolição do sistema han (1871)

1. Matsudaira Norisuke (松平 乗祐) - 1764–1769 -- 60,000 koku, filho de Norisato;
2. Matsudaira Norisada (松平乗完) - 1769–1793 -- 60,000 koku, quarto filho de  Norisuke
3. Matsudaira Norihiro (松平 乗寛) - 1793–1839 -- 60,000 koku, filho de Norisada
4. Matsudaira Noriyasu (松平 乗全) - 1839–1862 -- 60,000 koku, filho de Norihiro
5. Matsudaira Noritsune (松平 乗秩)- 1862–1871 -- 60,000 koku, 2º filho de Norihiro